# Başar Sabuncu
Başar Sabuncu, né le 9 septembre 1943 à Istanbul et mort dans la même ville le 17 juin 2015, est un réalisateur et scénariste turc. 

## Biographie
Passionné de théâtre dès l'enfance, il suit sa scolarité au lycée français Saint-Joseph d’Istanbul d'où il sort diplômé en 1961. Après des études de sciences politiques dans la capitale turque, il travaille pour la radio d'Ankara TRT de 1964 à 1969. Il est alors chargé d'animer les émissions du département de l’art du théâtre. Il intègre l'Université d'Istanbul pour suivre des études de littérature et de langue française.    
Le coup d'état militaire de 1971 le pousse à quitter temporairement la Turquie pour la France. De retour dans son pays natal en 1974, il accepte un poste au théâtre d'Istanbul. Il est de nouveau amené à quitter la Turquie lors du coup d'État de 1980. Installé en Allemagne, il continue d'exercer son activité pendant un an dans un théâtre local. 
Il exerce la profession de scénariste de films à partir de la fin des années 1970. Ses travaux comme scénariste et réalisateur lui valent de représenter la Turquie à l'occasion de festivals internationaux comme à Londres en 1988, à Paris en 1991 et à Montpellier en 1992. Après plusieurs années passées au théâtre d'Istanbul, il le quitte en 2004 à la suite de plusieurs désaccords quant à la gestion de l'établissement. 
Auteur d'une trentaine de pièces de théâtre, sa carrière est reconnue par l'obtention de six récompenses, dont trois internationales.
Başar Sabuncu décède le 17 juin 2015 dans sa ville natale, âgé de 71 ans. Il était marié à l'actrice Candan Sabuncu.

## Filmographie

### Comme scénariste
- 1975 : Söhret Budalasi
- 1979 : Adak
- 1983 : Salvar Davasi
- 1984 : Namuslu
- 1985 : Çiplak Vatandas
- 1986 : Kupa kizi
- 1986 : Asilacak kadin
- 1988 : Zengin mutfagi
- 1988 : Kaçamak
- 1994 : Yolcu

### Comme réalisateur
- 1985 : Çiplak Vatandas
- 1986 : Kupa kizi
- 1986 : Asilacak kadin
- 1988 : Zengin mutfagi
- 1988 : Kaçamak
- 1994 : Yolcu

### Comme acteur
- 1964 : Disi örümcek
- 1990 : Ask Filmlerinin Unutulmaz Yönetmeni